# Luciano Corigliano
Luciano Corigliano (Argentina, 12 de enero de 1993) es un actor argentinomexicano.

## Biografía
Luciano nació el 12 de enero de 1993 en Argentina. Inició su carrera haciendo comerciales, y después ingresó al Centro de Educación Artística (CEA).
Su primera participación en televisión fue en la telenovela Amy, la niña de la mochila azul, compartiendo créditos con Danna Paola. Al año siguiente inicia su protagónico en Sueños y caramelos junto a Nashla Aguilar.
También ha tenido pequeñas participaciones en programas como La rosa de Guadalupe, donde se volvió famoso por la frase “¿negro?, ¿mi hijo es negro?”, así como en la telenovela En nombre del amor  interpretando una versión más joven del personaje de Sebastián Zurita

## Trayectoria

### Telenovelas
- Cuando me enamoro (2010) ..... Jerónimo Linares (joven)
- Atrévete a soñar (2009)  .....  Rubén
- En nombre del amor (2008)  .....  Emiliano Sáenz Noriega (joven)
- Un gancho al corazón (2008–2009).... Armando
- Sueños y caramelos (2005) .....  Mauricio Monraz
- Amy, la niña de la mochila azul (2004) ..... Paulino Rosales 'Pecas'

### Programas
- Como dice el dicho (2011) - Fernando
- La rosa de Guadalupe (2008-2017)
  - Hugo - Comenzar De Nuevo (2008)
  - Humberto - Quererte A Ti (2008)
  - Lalo - Popular (2009)
  - Salvador - Como El Sol (2009)
  - Armando - El Amor No Tiene Edad (2010)
  - Jesús - El Novio Ideal (2010)
  - René - Clandestino (2011)
  - Aldo - Amor De Mi Vida (2012)
  - Iván - Una Gran Historia De Amor (2013)
  - Roberto - De La Mano Del Amor (2013)
  - Renato - Ladrona De Corazones (2014)
  - Santiago - Un Novio De Revista (2015)
  - Ian - Una Noche Sin Estrellas (2016)
  - Joaquín - Un Buen Matrimonio (2016)
  - Alfredo - Cuando El Amor Habla (2017)
- La energía de Sonric'slandia (2005) - Él mismo
- Plaza Sésamo (2004) - Fabián                                                                                                                                                                                                                                                                                                         Estrella (2006 - 2008) - Pedro Chaves Protagonista

### Teatro
- Amy, la niña de la mochila azul: en concierto (2004)

### Álbumes
- Amy, la niña de la mochila azul vol. 1 (2004)
- Amy, la niña de la mochila azul vol. 2 (2004)
- Sueños y caramelos vol 1 (2005)
- Sueños y caramelos vol 2 (2005)